# Henschel Hs 129
Henschel Hs 129 byl německý bitevní letoun užívaný ve druhé světové válce. Tento mezi německými piloty neoblíbený letoun dostal přezdívku „otvírák na konzervy“ nebo také „louskáček tanků". Přes poměrně slabé výkony se jednalo o velice účinný prostředek v boji proti tankům, obrněným vozidlům i mechanizované technice.

## Vývoj
Počátek vývoje letounu spadá do konce 30. let. V dubnu 1937 vyzval Technický úřad Říšského ministerstva letectví (RLM) čtyři letecké společnosti (Henschel, FW, BV a Gotha) k předložení projektu pancéřovaného dvoumotorového jednomístného letounu pro boj proti pozemním cílům. Na základě této pobídky byly na letounu zahájeny konstrukční práce. RLM vybral pro konstrukci prototypů pouze společnosti Focke-Wulf a Henschel. Konstrukcu letounu, jehož prototyp vzlétl poprvé na konci května 1939 vedl Friedrich Nicolaus. Tento dolnoplošník, který měl na ochranu pilota pancéřovanou vanu a neprůstřelná skla, zaujal. Ovšem nedostatečný výkon motorů, problémy s ovládáním, velikost řídicí páky a velmi stísněná pilotní kabina s omezeným výhledem (z důvodu nedostatku místa v kabině musel být zaměřovač umístěn před čelním sklem a některé budíky na vnitřních stranách motorových gondol) vedlo k odmítnutí zařazení stroje do výzbroje Luftwaffe. Při testovacím letu byl začátkem ledna 1940 ztracen druhý prototyp.
Firma Henschel začala letoun přepracovávat a montovala do něj kořistní francouzské motory Gnome-Rhône 14M. Ten byl sice relativně silný, ovšem v podmínkách ruské zimy se ukázal jako nespolehlivý. Na východní frontu totiž směrovaly hlavní dodávky tohoto stroje, který byl určen pro boj se sovětskými tanky. Ukázalo se ovšem, že i 30mm kanón Henschelu je nedostatečný a tak byl letoun vyzbrojován pumami a raketami. Později byl vybaven i protitankovým kanónem ráže 37 mm a v roce 1944 dokonce kanónem ráže 75 mm. Kromě východní fronty jako hlavního bojiště byl nasazen také v severní Africe, Itálii a krátce také ve Francii. Na podzim 1944 byla výroba zastavena.

## Varianty
- Hs 129A1/B-0 – 10 předsériových kusů, 2× 20mm kanón MGFF a 2× 7,92mm kulomet MG17
- Hs 129B-1 – 50 kusů, 2× kanón MG151/20 a 2× kulomet MG17
- Hs 129B-2 – upravený palivový systém
  - Hs 129B-2/R1 – 2× 20mm kanón MG150/20 a 2× 13mm kulomet MG131
  - Hs 129B-2/R3 – 1× 37mm kanón BK101 a 2× kulomet MG17
- Hs 129B-3 – 25 kusů, 75mm elektropneumaticky ovládáný kanón BK

## Specifikace (Hs 129 B-2)
Údaje dle

### Technické údaje
- Osádka: 1
- Délka: 9,75 m
- Rozpětí: 14,20 m
- Výška: 3,25 m
- Nosná plocha: 29 m²
- Hmotnost prázdného stroje: 3 810 kg
- Vzletová hmotnost: 5 110 kg
- Pohonná jednotka: 2 × vzduchem chlazený čtrnáctiválcový dvouhvězdicový motor Gnome-Rhone 14M04/05
  - Výkon motoru: 515 kW

### Výkony
- Rychlost: 407 km/h
- Dolet: 690 km
- Dostup: 9000 m

### Výzbroj
Dle verze:
- 2 × kulomet MG17 ráže 7,92 mm
- 2 × kulomet MG131 ráže 13 mm
- 2 × kanón ráže 20 mm (MGFF nebo MG 151/20)
- 1 × kanón v podtrupové gondole: ráže 30 (BK101 s 30 náboji nebo MK103 se 100 náboji) nebo 37 mm (BK37 s 12 náboji) nebo 75 mm (BK75)
- až 350 kg bomb (v podtrupových a křídlových závěsech)